# Canard à ailes blanches
Asarcornis scutulata
Genre
Espèce
Statut de conservation UICN

 CR A2bcde+3bcde+4bcde; C1+2a(i) : 
En danger critique
Statut CITES
Le Canard à ailes blanches (Asarcornis scutulata ; on rencontre aussi la coquille Asacornis scutulata) est une espèce menacée et mal connue d'oiseaux que l'on rencontre dans le sud de l'Asie. C'est la seule espèce du genre Asarcornis.
Le canard à ailes blanches est inféodé aux forêts tropicales et souffre de la chasse et de la déforestation.

## Systématique
Traditionnellement considéré comme proche du Canard musqué, certains auteurs le plaçaient même dans le genre Cairina. Cependant les analyses de l'ADN mitochondrial portant sur le Cytochrome b et protéine subunit NADH déshydrogénase, deux séquences ADN et l'analyse biogéographiques de leur distribution contredisent cette hypothèse. Ainsi, il est plus logique de placer cette espèce dans un genre monotypique que de le rapprocher du Canard de Barbarie. En revanche elle indique une relation plus proche avec les canards plongeurs.

## Répartition
Historiquement, le canard à aile blanche était largement présent au nord-est de l'Inde et au Bangladesh, et dans le Sud-Est asiatique, de Java et de Sumatra. Toutefois, en 2002, la population totale de ces oiseaux ne dépassait pas 800, avec 200 spécimens répartis au Laos, Thaïlande, Vietnam et Cambodge, 150 à Sumatra, notamment dans Way Kambas National Park et 450 répartis entre l'Inde, le Bangladesh et la Birmanie.

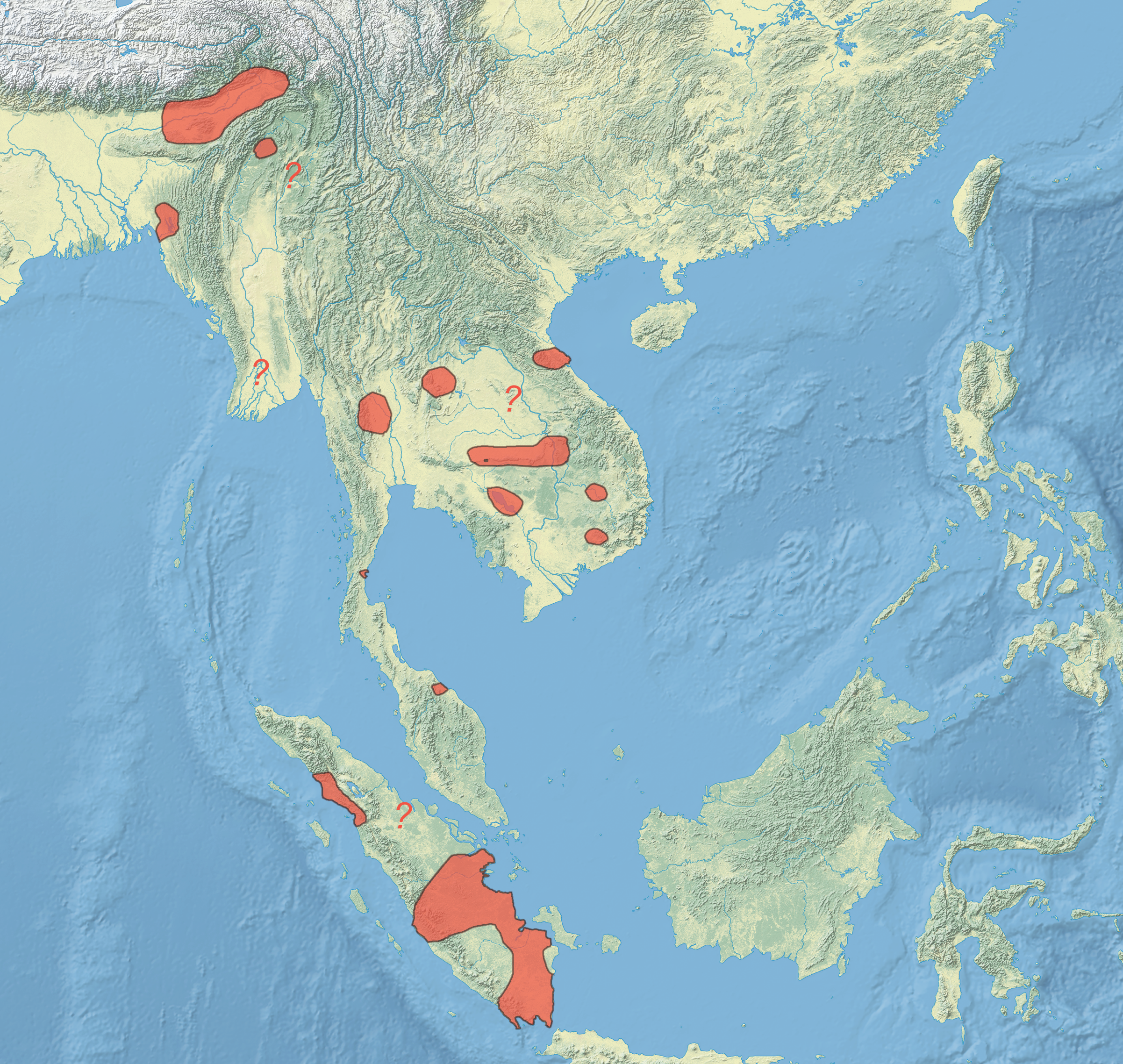
Aire de répartition du canard à ailes blanches

### Référence taxonomique
- (en) Congrès ornithologique international : Asarcornis scutulata dans l'ordre Anseriformes (consulté le 17 mai 2015)
- (fr + en)  Avibase : Asarcornis scutulata (+ répartition) (consulté le 30 juin 2015)
- (en) CITES : Asarcornis scutulata (Müller, 1842)  (+ répartition sur Species+) (consulté le 30 juin 2015)